# Glanzer Berg
Der Glanzer Berg (auch Glunzerberg) ist ein bewohnter Berg nordöstlich von in Matrei in Osttirol.

## Lage
Er ist der Nachbarberg des Klaunzerberges, auf dem sich das Goldried-Schigebiet befindet. Der Glanzer Berg besteht aus den beiden Fraktionen Hinterburg und Glanz.

## Infrastruktur
Das Wahrzeichen des Glanzer Berges ist der Falkenstein (1711 m), ein beliebter Kletterberg. Die wichtigsten Höfe am Glanzer Berg sind: Michler, Wachtler, Staudler, Lunsegger, Köfler, Schmunzer, Lackner, Hanser, Maschgel und Walzen. Am Ende des Glanzer Berges erhebt sich die Bretterwandspitze mit 2887 m.